# Doutrina da Periferia
A "Aliança da Periferia" ou "Doutrina da Periferia" é uma estratégia de política externa que exigia que Israel desenvolvesse alianças estratégicas estreitas com estados não árabe muçulmanos no Oriente Médio para neutralizar a oposição unida de estados árabes para a existência do Estado Israelense. Foi desenvolvida por David Ben-Gurion, a primeira pessa a servir como Primeiro-ministro de Israel, e foi empregado principalmente para com a Turquia, Irã pré-revolução e o então Império Etíope, além da comunidade curda pelo Oriente Médio, como no Iraque, na Síria e no Irã, r o comunidade baluch no Irã e no Paquistão.